# Erythropalaceae
Erythropalaceae is een botanische naam, voor een familie van tweezaadlobbige planten. Een familie onder deze naam wordt zelden erkend door systemen voor plantentaxonomie, en ook niet door het Cronquist-systeem (1981), APG-systeem (1998) of het APG II-systeem (2003), die de betreffende planten opnemen in de familie Olacaceae.
De APWebsite [12 feb 2008] erkent wel een familie onder deze naam en plaatst deze in de orde Santalales. Indien erkend, gaat het om een niet al te grote familie van houtige planten die voorkomen in de tropen.